# コスメの魔法
『コスメの魔法』（コスメのまほう）は、講談社の女性向けコミック「Kiss」に掲載のあいかわももこ原作の劇画及びそれを原作としたTBS系列、愛の劇場で2004年1月 - 2月、並びに2005年5月 - 7月（コスメの魔法2として）にそれぞれ放送されていたドラマ。
常に女性の美を追求し続ける大手化粧品メーカーのカリスマ美容部員・高樹礼子を通して、女性の美の理想的なあり方をテーマに描いた作品である。

## 登場人物

### コスメの魔法
高樹礼子
演：萬田久子　
本作の主人公。『コスメの魔女』の異名を持つ大手化粧品メーカー、マ・ベール化粧品の名物カリスマ美容部員。
コスメのプロフェッショナルであり、卓越したコスメ知識及びメイクテクニック、的確なカウンセリングで多くの女性たちの美と心身にまつわる悩みを解決に導いていく。コスメを通じて人を幸せに導くことを己の生きがいとしており、夢は『世界中の全ての女性を美しくキレイにすること』で、最終的には美女のハーレムを作るつもりらしい。
常に妥協を許さず真剣な態度で客に接し、特に心身のケアや美容の重要性を理解していなかったり、コンプレックスを盾に努力を放棄しようとする女性客に対してはとことん厳しい態度で臨んでいる。それというのも、全ての女性に心身ともに美しくあって欲しいとの願いからくる確固たる信念ゆえであり、厳しく接しつつも常に客のことを第一に考えている。
実は、欧州の有名なセレブリティの家庭の生まれでモデルとして活動していた少女時代に、孤独な死を迎えた女性達を看取り続けていたスラム街の老女レディ・サワコと出会った事が、彼女の将来の仕事を決定付けると同時に彼女の持つ女性の美に対する信念に大きな影響を与えた。
モデルをしていただけあって見た人が思わず驚くほどの長身で体格がよいが、本人はそのことを少々気にしている。また、チンピラ数人を退散させるほど腕っぷしも強く、女性に手を上げる男は徹底的に許さず、たとえ店頭であろうとも鉄拳制裁も辞さない。
決め台詞は「キレイを怠けるのは犯罪です!」
水野まゆみ
演：小野真弓
マ・ベール化粧品の美容部員で礼子の一番弟子。
かつてしがないOLだった頃、酔いつぶれて路上に倒れていた時に通りすがりの礼子と偶然出会い、みっともない姿を叱責されると同時にマ・ベールの口紅を施され、叱咤激励された。この一件で女性にとってのメイクの大切さを理解すると共に礼子に憧れを抱くようになり、マ・ベールに転職し美容部員となった。
礼子の唯我独尊的な押しの強さに振り回され気味ではあるが、客の幸福のことを常に念頭に置き真心を込めて尽くすその姿勢に尊敬の念を抱いている。
最終回にて、礼子の後押しにより三年間の海外研修を受けることになり、交際中だった蘭丸とゴールインして共にニューヨークへ旅立った。
ジュリアン奥田
演：大鶴義丹　
マ・ベール化粧品の向いに出店したアーティスト系コスメショップ『ジュリア・ビューティー・コム』の店長。端正な容姿の美青年で、メイクの腕前と容姿を活かした派手なメイクパフォーマンスを得意とする。
美のカリスマを自称する軽薄なノリのお調子者で、礼子とのメイク勝負に負けて以来、彼女のことをライバル視しており、ことある毎に張りあったり、勤務中にもかかわらずマ・ベール化粧品に顔を出したりしている。浮世離れした言動や気まぐれな性格で周囲を振り回しており礼子にも辟易されているが、メイクとヘアメイクの腕前は確かで、美に対する信念も礼子の認めるところではある。
ジュリアンは自称で本名は奥田源二郎。美の王子を自称する本人はもちろん、母親や祖父や従姉妹もなぜか西洋貴族風の名前を名乗って優雅な服装で振舞っていたりするが、実家は東北の田舎でカトレア農園を経営するごく普通の一般家庭である。
中学生の頃から化粧に詳しかったが、その頃は周囲から白豚呼ばわりされる程に小太りな体型であり、恋心を抱き親しくしていた相手からも徐々に露骨な敬遠の態度をとられる様になった悔しさをばねに、高校中退後に渡米しニューヨークで本格的に美容について学んだ。
「君はカトレアよりも美しい！」が決め台詞。
大野社長
演：斉藤暁　
マ・ベール化粧品社長。確固たる信念を貫きながら仕事に当る礼子の最大の理解者。
彼女に全幅の信頼を置いており、彼女の言動に対して苦情が来た時も目くじらを立てることなく穏やかにフォローし、様々な難題の解決を礼子に一任させている。
麗子が研修時代を送っていた際にはいろいろと世話を焼いたらしいが、現場主義にこだわって本社にきてくれない彼女にちょっぴり不満を抱いている。また、各界の著名人などを招いたチャリティパーティに同席させるなど、礼子とは年齢や社長と社員という立場を越えて親しい関係にある。水野曰く「マブダチ」らしい。
蘭丸
演：高杉瑞穂　
本名：鈴木隆。ジュリア・ビューティー・コムの美容部員でジュリアンのアシスタントで自由奔放な性格のジュリアンに振り回されている苦労人。
母親思いの性格で、女手一つで化粧品を買う余裕もなく懸命に働く母のためにアルバイトをして化粧品をプレゼントした中学生時代の経験から化粧品会社で働くことを決意した。その時に立ち寄ったマ・ベールで若き日の礼子と出会っており、彼女の真心溢れる接客に感動してマ・ベールへの就職を希望したが、小手調べに受けたジュリア・ビューティー・コムの面接でジュリアンに気に入られた末、強引に採用されてしまった。
最終回にて、ジュリア・ビューティーコムとアメリカの化粧品会社が立ち上げた新ブランドの1号店に移る事になり、水野と挙式を上げた後、共にニューヨークへ旅立った。

### 新コスメの魔法
松浦杏と広岡幸博は『コスメの魔法』が初出で、本作からのレギュラーキャラクター。
松浦杏
『コスメの魔法』最終3話から登場した新人美容部員。若い顧客を掴むべく独自のやり方を押し通そうとしており、マ・ベールの社風と客の立場に立った接客が大事と説く水野と対立する。美容学校でトップの成績を収めてきた一方で、客の迷いや勇気を出して尋ねにこれない客に寄り添う姿勢を持てず、一方的な押し付けでごまかしてしまうという弱点を抱えていた。
負けん気が強いものの根は素直であり、紆余曲折を経て考えを改め、礼子の元で一人前の美容部員となるべく修行を積んでいく。
両親は自動車事故で他界しており、施設に残した幼い弟たちのために働いている。弟たちを置いて遊びに行こうとして駄々をこね両親の外出を遅らせたことが事故のきっかけとなってしまったため両親の死に責任を感じており、弟たちのために自分を犠牲にしてでも頑張らなければと思いつめていたが、弟たちや同僚の広岡の後押しにより、最終回で海外研修に旅立った。
広岡幸博
『コスメの魔法』第54、55話で登場した元本社宣伝部所属の男性社員。
女性の化粧を目の敵にして嫌悪し続けていた父と母の確執を幼い頃から目の当たりにしていたことがトラウマとなり、女性のみならず、美容部員の仕事や化粧そのものにも露骨な嫌悪感と軽蔑の念を丸出しにしている。
一方、本心ではそんな男女の確執に対する疑問に納得のいく答えを見つけたいと思っており、面接時に彼のその思いを感じ取った大野社長の密かな根回しにより、入社1年目にして、自分の本意ではない美容部員として働かされる羽目になってしまった。そんな待遇を不服としていい加減な勤務態度を取り続け女性や美容部員の悪口を言いまくっていたため礼子の怒りを買い、徹底的に性根を叩き直された末に更生した。この一件で礼子に尊敬と憧れの念を抱くようになった。
『新コスメの魔法』開始時点では、自ら異動を申し出てマ・ベールの男性美容部員として配属され、礼子と同じ職場で働いている。常日頃、礼子に振り回される日々を送る内に礼子への憧れも徐々に冷めてしまい、代りに弟たちのために懸命に働く杏に恋心を抱くようになっていく。
トヨ子先生
本名：早川晶子。蘭丸の後任として配属されたジュリアンのアシスタントで眼鏡をかけた理論派で長身の知的美人。
礼子に思いを寄せており、ジュリアンと同じように勤務中にもかかわらず、よくマ・ベール化粧品に顔を出す。宝塚ファン。

## テレビドラマ

### キャスト
- 高樹礼子 - 萬田久子
- 水野まゆみ - 小野真弓
- 蘭丸（鈴木隆） - 高杉瑞穂
- 蜂谷範子 - 金久美子
- 柴田美鈴 - 木村理恵
- 中村正子 - 大島蓉子
- マスター・北川 - 潮哲也
- 大野社長 - 斉藤暁
- 杉原部長 - 野仲功
- 松田カネ子 - 北村魚
- 細川ゆり子 - 三浦伸子
- 山口元子 - 梶村ともみ
- 伊藤淡水 - 山口河童
- 荒木啓子 - 上村依子
- 柴田和之 - 浦山迅
- ジュリアン奥田（奥田源二郎） - 大鶴義丹

#### ゲスト

##### 第1シリーズ
Magic.1「〜母性を包むネイル」
- 佐野美奈代 - 細川ふみえ
- 佐野慎平 - 吉野容臣
- 佐野亜紀 - 松本梨菜
- 中俣みのり - 渡辺真起子
- 田中ヒロシ - 市村直樹
- 花山めぐみ - 永井めぐみ
- その他 - 森田起代美

Magic.2「〜瞳は心の窓」
- 長谷川恭子 - 宇津宮雅代
- 長谷川福美 - 比佐廉
- 安田絹代 - 木村翠
- 峰子 - 田尾きよみ
- 村田佳子 - 藤代三千代
- 亀井美穂 - 松井茜
- 晃 - 須賀弘介

Magic.3「〜コスメバトル」
- 竹中みどり - 鳥居しのぶ
- 竹中彩 - 中村綾
- 中谷明彦 - 海部剛史
- 松本支店長 - 須永慶
- その他 - 串間保、藤本洋子、梶本沙世子
- 特別出演 - あいかわももこ

Magic.4「〜贖罪の口紅」
- 山田加寿子 - 佐々木すみ江
- 早川雪乃 - 三上瓔子
- 山下キク - 五月晴子
- 増田のぞみ - 松坂わかこ
- 野村礼子 - 蜷川みほ
- その他 - 市川千恵子、福原秀夫、森康子、岩崎光里、原千果子、小山亮一

Magic.5「〜裏切らないファンデーション」
- 佐藤澄子 - 宮下順子
- 伊丹達彦 - 冨家規政
- 佐藤祐子 - 近藤結宥花
- 一条小百合 - 小山田みずき
- 神崎巧 - 原昇
- 伊丹美智子 - 塚田若乃
- 食品売り場チーフ - 高尾一生
- 銀行員 - 野村信次
- 祐子の父 - 近童弐吉
- その他 - 倉橋悦子、有里湖

Magic.6「〜私の真実」
- 柴田智子 - 弓恵子
- 上野聡 - 来須修二
- 柴田和之 - 浦山迅
- 柴田俊之 - 田中匡志
- 柴田孝之 - 久保山知洋

Magic.7「〜明日へのメイク」
- 中川祥子 - 加藤忍
- 佐伯浩二 - 坂元貞美
- 佐伯道子 - 大西多摩恵
- 佐伯芳美 - 日高ひとみ
- 酒井由美 - 野村五十鈴
- 筒井圭一郎 - 岩田純
- 葉月教授 - 浅沼晋平
- 森谷みなと - 久保麻衣子
- その他 - 以倉いずみ

Magic.8「〜永遠の愛」
- 中村恒次郎 - 不破万作
- 東山和弘 - 安村和之
- 中村幸子 - もたい陽子
- 東山松江 - 工藤明子
- 東山信弘 - 加世幸市
- 医師 - 沼崎悠
- その他 - 澤山薫、井上麻美

##### 第2シリーズ
Magic.1「〜ごまかしのない眉」
- 栗原ひとみ - 冨樫真
- 栗原卓也 - 布川敏和
- 栗原洋子 - 田岡美也子
- 栗原太一 - 十貫寺梅軒
- 芦川 - 松本じゅん
- 大橋 - 東佳代子
- 客 - 梶本紗世子、あいかわももこ

Magic.2「〜色を見つける冒険」
- 城島由紀子 - 越智静香
- 城島賢一 - 中根徹
- 城島藍子 - 久保結季

Magic.3「〜結ばれるスカーフ」
- 川村洋子 - 馬渕晴子
- ミッシェル・レイ - 藤田玲
- 部長 - 哀藤誠司
- 佐藤 - 渡辺孝也
- 受付嬢 - 松瀬樹里

Magic.4「〜嘘をつけない目元」
- 有田順子 - 白石マル美
- 野本浩二 - 志村東吾
- 有田エリカ - 占部房子
- ユキ - 長嶺安奈

Magic.5「〜みんな、誰かに恋してる」
- 柴田智子 - 弓恵子
- 柴田和之 - 浦山迅
- 前川まり子 - 森脇恵理子
- 柴田孝之 - 久保山知洋
- 柴田俊之 - 田中匡志
- 真島真喜子 - 渡会久美子
- 上野聡 - 来須修二

Magic.6「〜ジュリアンのお見合い」/Magic.7「〜旅立ちのフレグランス」
- 岩城数子 - 池畑慎之介
- 松浦杏 - 柳沢なな
- クミ - 倖田來未
- 真鍋桜子 - 氏家恵
- 風間守 - 橋本啓輝
- 安藤みちる - 高野歩日
- 野田正幸 - 鈴木一功
- 星野美佐子 - 石井ひとみ
- 伊藤幸子 - 滝本ゆに

### スタッフ
- 原作 - あいかわももこ「コスメの魔法」（講談社kiss）
- 脚本 - 梶本恵美、瀧川晃代
- 演出 - 中村金太、山田あかね、小澤俊夫
- プロデュース - 小澤俊夫
- 立体造形 - 中村圭
- メイク指導 - 稲垣正昭
- 撮影協力 - 港北東急百貨店
- 技術協力 - フォーチュン
- ポスプロ - 大塚編集室、スタジオブル
- 選曲・音響効果 - メディアハウスサウンドデザイン
- 美術協力 - アックス、山崎美術
- スタジオ - 緑山スタジオ・シティ
- 製作 - TBS、カズモ

### 放送日程

#### コスメの魔法
| 各話               | 放送日             | サブタイトル                 | ゲスト       | 脚本     | 演出       |
| ------------------ | ------------------ | ---------------------------- | ------------ | -------- | ---------- |
| Magic.1 （第1週）  | 2004年1月5日 - 9日 | 〜母性を包むネイル           | 細川ふみえ   | 梶本惠美 | 中村金太   |
| Magic.2 （第2週）  | 1月12日 - 16日     | 〜瞳は心の窓                 | 宇津宮雅代   | 梶本惠美 | 中村金太   |
| Magic.3 （第3週）  | 1月19日 - 23日     | 〜コスメバトル               | 鳥居しのぶ   | 梶本惠美 | 山田あかね |
| Magic.4 （第4週）  | 1月26日 - 30日     | 〜贖罪の口紅                 | 佐々木すみ江 | 梶本惠美 | 中村金太   |
| Magic.5 （第5週）  | 2月2日 - 6日       | 〜裏切らないファンデーション | 宮下順子     | 瀧川晃代 | 山田あかね |
| Magic.6 （第6週）  | 2月2日 - 6日       | 〜私の真実                   | 木村理恵     | 梶本惠美 | 中村金太   |
| Magic.7 （第7週）  | 2月2日 - 6日       | 〜明日へのメイク             | 金久美子     | 梶本惠美 | 小澤俊夫   |
| Magic.8 （最終週） | 2月2日 - 6日       | 〜永遠の愛                   | 大島蓉子     | 梶本惠美 | 中村金太   |

#### コスメの魔法2
| 各話               | 放送日                 | サブタイトル             | ゲスト     | 脚本     | 演出     |
| ------------------ | ---------------------- | ------------------------ | ---------- | -------- | -------- |
| Magic.1 （第1週）  | 2005年5月30日 - 6月3日 | 〜ごまかしのない眉       | 冨樫真     | 梶本惠美 | 中村金太 |
| Magic.2 （第2週）  | 6月6日 - 10日          | 〜色を見つける冒険       | 越智静香   | 梶本惠美 | 中村金太 |
| Magic.3 （第3週）  | 6月13日 - 17日         | 〜結ばれるスカーフ       | 馬渕晴子   | 梶本惠美 | 中村金太 |
| Magic.4 （第4週）  | 6月20日 - 24日         | 〜嘘をつけない目元       | 白石マル美 | 梶本惠美 | 小澤俊夫 |
| Magic.5 （第5週）  | 6月27日 - 7月1日       | 〜みんな、誰かに恋してる | 木村理恵   | 梶本惠美 | 小澤俊夫 |
| Magic.6 （第6週）  | 7月4日 - 8日           | 〜ジュリアンのお見合い   | 池畑慎之介 | 梶本惠美 | 中村金太 |
| Magic.7 （最終週） | 7月11日 - 15日         | 〜旅立ちのフレグランス   | 池畑慎之介 | 梶本惠美 | 中村金太 |

### 主題歌
- コスメの魔法 - 『believe』（作詞：光永亮太・阿閉真琴/作曲：Sin/編曲：Sin・YANAGIMAN/歌：光永亮太）
- コスメの魔法2 - 『Butterfly』（作詞：倖田來未／作曲・編曲：渡辺未来/歌：倖田來未）